# Kawasaki Versys 1000
Die Kawasaki Versys 1000 (oder KLE 1000 Versys) ist ein Motorrad des japanischen Fahrzeugherstellers Kawasaki. Das Reisemotorrad wurde am 8. November 2011 auf der internationalen Motorradmesse EICMA in Mailand der Presse vorgestellt und wird in Japan hergestellt. Die Verkaufsbezeichnung Versys [ˈvɜ:sɪs] ist ein Silbenwort des englischen Begriffs versatile system (vielseitiges System).

## Technik

### Antrieb
Der flüssigkeitsgekühlte Vierzylindermotor mit 1043 cm³ Hubraum stammt konstruktiv von der Z 1000 ab, hat aber 1,34 kg mehr Schwungmasse, um den Gleichförmigkeitsgrad im unteren und mittleren Drehzahlbereich zu verbessern, einen neuen Zylinderkopf und geänderte Steuerzeiten. Der Reihenmotor erzeugt eine Nennleistung von 88,2 kW (120 PS) und ein maximales Drehmoment von 102 Nm bei einer Drehzahl von 7500 min−1. Die vier Ventile je Zylinderkopf werden von zwei obenliegenden, kettengetriebenen Nockenwellen über Tassenstößel angesteuert. Eine Ausgleichswelle reduziert Vibrationen. Die vier Zylinder haben eine Bohrung von 77 mm Durchmesser, die Kolben einen Hub von 56 mm bei einem Verdichtungsverhältnis von 10,3:1.
Das Motorrad beschleunigt in 3,5 Sekunden von 0 auf 100 km/h und erreicht eine Höchstgeschwindigkeit von 226 km/h. Es verbraucht durchschnittlich 5,2 Liter Kraftstoff auf 100 km und hat eine theoretische Reichweite von 404 km. Eine dreistufige Traktionskontrolle (eng. Kawasaki Traction Control, KTRC) ohne Schräglagensensorik regelt den Vortrieb.

### Fahrwerk
Das Fahrwerk baut auf einem Doppelrohrrahmen aus Aluminium auf. Um den Cockpitträger ist eine Halbschalenverkleidung montiert. Eine Zweiarmschwinge mit angelenktem Federbein und mit 150 mm Federweg führt das Hinterrad, eine Upside-Down-Teleskopgabel das Vorderrad. Die Kraftumwandlung erfolgt durch ein klauengeschaltetes Sechsganggetriebe, die Krafttrennung durch eine mechanisch betätigte Mehrscheiben-Ölbadkupplung und der Sekundärantrieb über eine O-Ring-Kette. Die Kupplung wird hydraulisch betätigt. Die maximale Zuladung beträgt 212 kg, die Zulässige Gesamtmasse 459 kg.

### Bremsanlage
Am Vorderrad verzögern zwei schwimmend gelagerten Scheibenbremsen mit 300 mm Durchmesser und Vierkolben-Festsätteln, hinten eine Scheibenbremse mit 250 mm Durchmesser und Einkolben-Schwimmsattel. Ein Antiblockiersystem von Bosch unterstützt die Bremsanlage.

### Kraftstoffversorgung
Das Gemisch wird von einer elektronischen Kraftstoffeinspritzung erzeugt. Der Hersteller empfiehlt die Verwendung von bleifreiem Motorenbenzin mit einer Klopffestigkeit von mindestens 95 Oktan. Der Kraftstofftank hat ein Volumen von 21 Liter.

### Elektrisches System

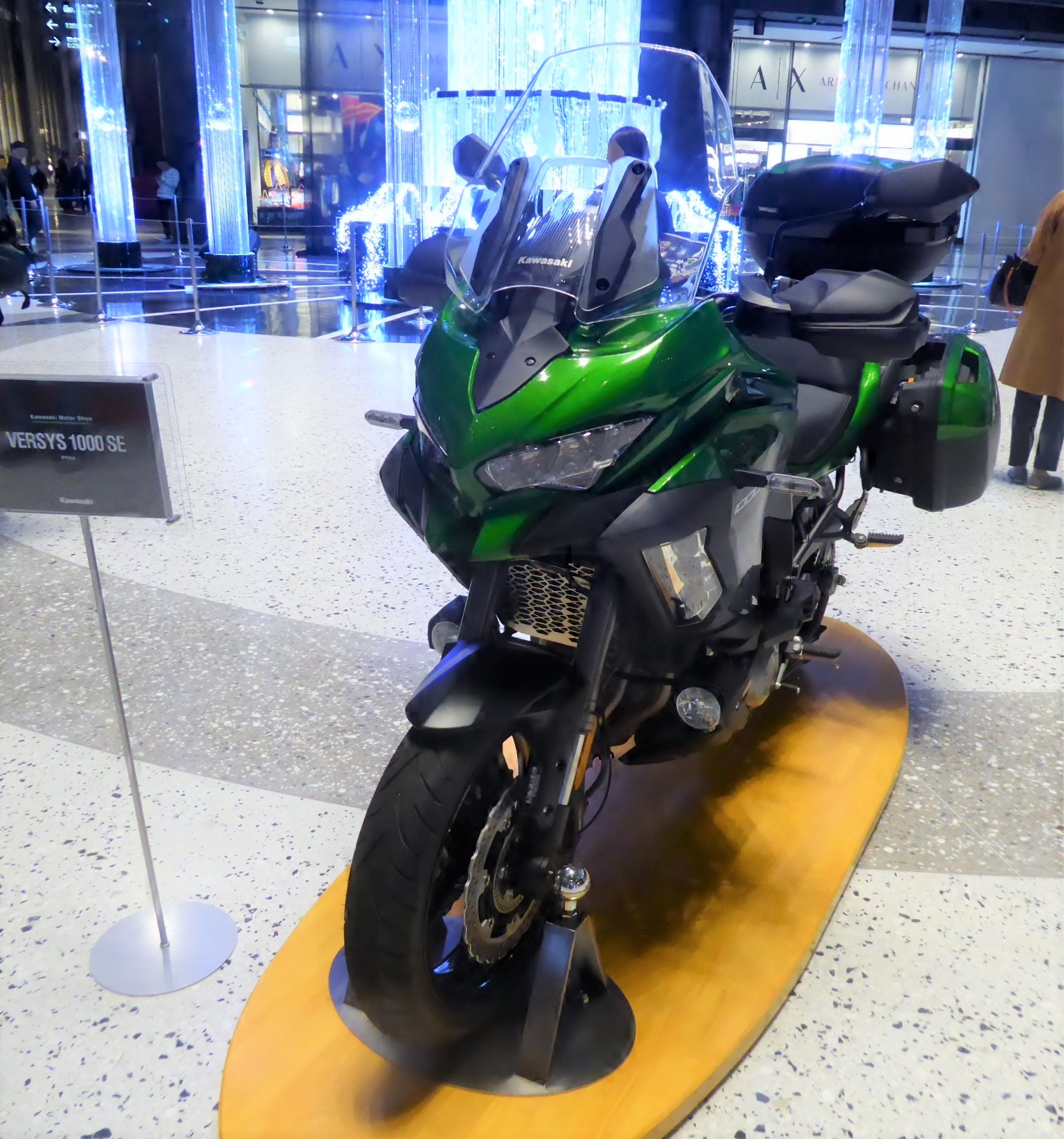
1000 Versys nach Modellpflege

Die Starterbatterie hat eine Kapazität von 8 Ah und versorgt den elektrischen Anlasser. Die Lichtmaschine erzeugt eine elektrische Leistung von 336 Watt. Die Multifunktions-Instrumenteneinheit hat einen analogen Drehzahlmesser und eine Flüssigkristallanzeige (LCD) mit Tachometer, Kraftstoffanzeige, Kraftstoffverbrauchsanzeige und Uhr.

### Abgasanlage
Die Abgase werden durch einen geregelten Katalysator mit Sekundärluftsystem gereinigt und erfüllen die Schadstoffklasse EURO3. Der Vorschalldämpfer befindet sich unter dem Motor. Die vier Abgaskrümmer münden am Heck auf der rechten Fahrzeugseite in einen Endschalldämpfer aus Edelstahl.

### Modellentwicklung
Wie bei dem kleineren Modell, der Versys 650, hat Kawasaki zum Modelljahr 2015 einige Modifikationen an der Versys 1000 durchgeführt. Die Frontverkleidung wurde gegen eine breitere mit nebeneinander liegenden Scheinwerfern getauscht. Kühlerverkleidung und Blinkerposition wurden ebenso wie die Instrumentierung überarbeitet. Der Hauptständer ist jetzt serienmäßig verbaut. Durch Änderungen am  Auspuffendtopf stieg die Leistung um 1,4 kW auf nunmehr 88,2 kW. Das Drehmoment wird jetzt bei 7.500/min erreicht (vorher 7.700/min). Das Gewicht stieg durch die Modifikationen von 239 auf 250 kg.

## Marktpositionierung
Als einer der letzten großen Zweiradhersteller brachte Kawasaki eine Reiseenduro mit mehr als 1000 cm³ Hubraum auf den Markt. Die Versys 1000 hat mit 1043 cm³ einen geringeren Hubraum als die Kontrahenten mit ihren rund 1200 cm³ und ist das einzige Motorrad der Klasse mit Reihenvierzylindermotor. Mit ihrer 17-Zoll-Bereifung ist sie hauptsächlich für den Betrieb auf asphaltierten Straßen vorgesehen. Das Konzept ähnelt stark dem der Triumph Tiger 1050.
| Hersteller | Name                   | Motor | Hubraum | kW  | PS  | Nm  |
| ---------- | ---------------------- | ----- | ------- | --- | --- | --- |
| KTM        | 1190 Adventure         | V2    | 1195    | 110 | 150 | 125 |
| Ducati     | Multistrada 1200       | V2    | 1198    | 110 | 150 | 119 |
| Triumph    | Tiger Explorer         | R3    | 1215    | 101 | 137 | 121 |
| Honda      | VFR 1200 X Crosstourer | V4    | 1237    | 95  | 129 | 126 |
| Aprilia    | ETV 1200 Caponord      | V2    | 1197    | 94  | 128 | 116 |
| Benelli    | TreK 1130              | R3    | 1131    | 92  | 125 | 112 |
| BMW        | R 1200 GS (K50)        | B2    | 1170    | 92  | 125 | 125 |
| Kawasaki   | Versys 1000            | R4    | 1043    | 88  | 120 | 102 |
| Yamaha     | XT 1200 Z Super Ténéré | R2    | 1199    | 81  | 110 | 114 |
| Moto Guzzi | Stelvio 1200           | V2    | 1151    | 77  | 105 | 113 |
| Suzuki     | V-Strom 1000 ABS       | V2    | 1037    | 74  | 100 | 103 |

## Kritiken
„Fernreisende werden die Laufruhe zu schätzen wissen, das breite Drehzahlband sowieso. Und ein passendes Aggregat hatte man ja praktisch im Regal liegen - das formidable Z-1000-Triebwerk. Das freilich musste erst einmal auf seinen neuen Einsatzzweck hin getrimmt werden. Es steckt in einem neu konstruierten Fahrwerk, dessen lange Federwege von jeweils 150 Millimetern aber nicht für den Offroad-Einsatz, sondern vorrangig für das komfortable Bewältigen aller Arten asphaltierter Pfade vorgesehen sind. […] Dank Drehmomentkur wirkt das Versys-Aggregat zumindest in den unteren Gängen spritzig, büßt durch die lange Übersetzung der oberen Gänge jedoch deutlich an Antrittsstärke ein. Das Ansprech- und Lastwechselverhalten braucht noch etwas Feinschliff. Kupplung und Gangwechsel gehen leicht, dazu besitzt die Versys wie alle Kawas einen Getriebe-Mechanismus, der dafür sorgt, dass man im Stand vom ersten Gang nur bis in den Leerlauf schalten kann.“

„Wer in den Alpen wildert, wird auf den typischen Schlechtwegstrecken zurückstecken müssen. Der 17-Zöller an der Front rumpelt regelrecht durch Schlaglöcher, während das den 19-Zöller der GS kaum beeindruckt. Budget-Angebot hin oder her – die Kawa bleibt ein hochgelegter Vierzylinder.“

„Mit genau 1043 ccm bleibt die Kawasaki Versys 1000 unter der klassenüblich gerundeten 1200. Trotzdem lässt der formidabel abgestimmte Reihenvierzylindermotor weder Durchzug noch Leistung vermissen. Auch das Fahrwerk geht in Ordnung, ist mit 150-Millimeter-Federweg und Straßenrädern jedoch kaum Enduro.“